# Erinn Smart
Erinn Smart (Nueva York, 12 de enero de 1980) es una deportista estadounidense que compitió en esgrima, especialista en la modalidad de florete. Su hermano Keeth también compitió en esgrima.
Participó en dos Juegos Olímpicos de Verano, entre los años 2004 y 2008, obteniendo una medalla de plata en Pekín 2008, en la prueba por equipos (junto con Emily Cross y Hanna Thompson). Ganó una medalla de bronce en el Campeonato Mundial de Esgrima de 2001, en la prueba por equipos.

## Palmarés internacional
| Juegos Olímpicos   | Juegos Olímpicos | Juegos Olímpicos  | Juegos Olímpicos    |
| Año                | Lugar            | Medalla           | Prueba              |
| ------------------ | ---------------- | ----------------- | ------------------- |
| 2008               | Pekín (China)    | Medalla de plata  | Florete por equipos |
| Campeonato Mundial |                  |                   |                     |
| Año                | Lugar            | Medalla           | Prueba              |
| 2001               | Nimes (Francia)  | Medalla de bronce | Florete por equipos |